# حسنیه شواز
حسنیه شواز مربوط به دوره قاجار است و در شهرستان تفت، بخش مرکزی، دهستان نصرآباد، روستای شواز واقع شده و این اثر در تاریخ ۲۷ بهمن ۱۳۸۷ با شمارهٔ ثبت ۲۴۷۵۱ به‌عنوان یکی از آثار ملی ایران به ثبت رسیده است.